# 용동 큰우물
용동 큰우물(龍洞 큰우물)은 인천광역시 중구 인현동에 있는 조선시대의 우물이다. 1996년 6월 12일 인천광역시의 민속문화재 제2호로 지정되었다.

## 개요
조선 고종 20년(1883) 인천항구의 개방과 함께 만들어 놓은 우물로, 오랫동안 이곳 주민의 생활용수와 식수원이 되어 왔으나, 수도의 보급으로 지금은 사용되지 않아 우물의 형태만 그대로 남아 있다.
우물안은 자연석과 다듬은 돌로 둥글게 쌓아 원기둥을 이루고, 땅위로 보이는 윗부분은 둥근 형태의 콘크리트로 되어있다.
1967년 우물을 보호하기 위해 기와지붕을 올린 6각 정자를 세워 두었는데, 유명 서예가인 동정 박세림 선생이 썼다는 현판이 이 곳에 걸려 있다.

## 사진

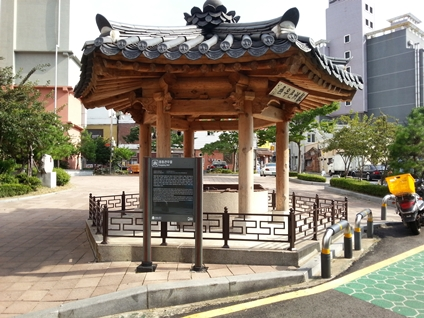
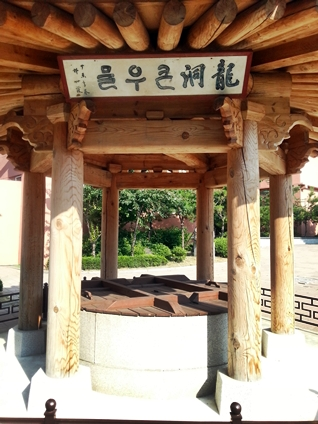

## 참고 문헌
- 용동큰우물 - 국가유산청 국가유산포털